# Gágyor Péter
Gágyor Péter (Ipolyság, 1946. április 6.–) színházi rendező, drámaíró, színműfordító, publicista.

## Életpályája
A révkomáromi gépipari szakközépiskolában érettségizett 1964-ben. Magyar–szlovák tanári szakot végzett Nyitrán 1979-ben. 1968-tól újságíró volt (Új Szó, Nő, Hlas Stavieb). 1974-ben megalakította a kassai Szép Szó Irodalmi Színpadot. 1980-tól a révkomáromi Magyar Területi Színház kassai Thália Színpadának rendezője volt. Két sikeres évad után, politikai okokból távoznia kellett a színháztól. Ekkor Kecskeméten, Szolnokon és Győrött rendezett, majd 1987-ben Nyugat-Németországba költözött. 2000 óta visszajár Magyarországra. 2002-ben a révkomáromi RÉV Polgári Társulás keretén belül színtársulatot alapított, és ebből kamaraszínházat szervezett Szevasz Színház néven.

## Munkássága

### Rendezései
Matesz Kassai Thália Színpad: 
- Gyurkó László: A Búsképű lovag don Quijote
- Örkény István: Kulcskeresők
- Gágyor Péter: Szélkötő Kalamona
- Kocsis István: Bolyai János estéje
- Kocsis István: Árva Bethlen Kata
- Tóth László: Az áldozat

RÉV – Magyar Kultúra Háza, Szevasz Színház: 
- Gágyor Péter: Kocsonya Mihály házassága
- Alexander Gelman: Magasfeszültség
- Alex Koenigsmark: A régi jó zenekar
- Edward Albee: Nem félünk a farkastól
- William Shakespeare–Gágyor Péter: Othello
- Petőfi Sándor: A helység kalapácsa
- François Villon: Szegény François
- Egressy Zoltán: Sóska, sült krumpli
- Gágyor Péter: Két királynő

Komáromi Jókai Színház: 
- Gágyor Péter: Isten veled, Monarchia
- Gágyor Péter: Piaf és Simone. A nap árnyéka. Gilgames. Kalevala
- Bertold Brecht–Kurt Weill: Koldusjáték a koldusoperából
- Koszovói leányka

### Verskötetei
- Koptok (2009)
- Ez volt (2012)
- Volt városom (2013)
- Kísért a kísértés. Válogatott versek; szerk. Zalán Tibor; Vámbéry Polgári Társulás, Dunaszerdahely, 2015

### Versfordításai
- Szupermarket (2012)
- Tengernyi agyvelő (2013)

### Regényei
- Ezek (2006)
- Senkik (2008)

### Drámakötetei
- Isten veled, Monarchia. Három dráma (2004)
- Mesedrámák (2007)
- Színpadi művek (2012)

### Antológiák
- Táltosjáték (mesejáték, 1975).
- Korabeli táncok (drámafordítás)

## Díjak, kitüntetések
- A Márai Sándor Alapítvány Nyitott Európáért-díja (2000)
- A szlovákiai miniszterelnökség ezüst plakettje
- Madách-díj a Senkik című regényéért